# 加藤寛之
加藤 寛之（かとう ひろゆき）は、日本の実業家、技術者、投資家。Webサービスの受託開発等を業務とする株式会社イロドリの共同創業者、代表取締役。

## 来歴
静岡県浜松市出身。東京大学卒業後、2008年より株式会社アトランティス（2011年にグリーによって買収、子会社化）に取締役最高技術責任者として参画。2010年より株式会社ネットプライスドットコム（現BEENOS株式会社）シニアエンジニア。2014年3月に株式会社イロドリ設立、代表取締役就任。
2014年より株式会社Liquidの取締役就任。2015年2月より動画制作プラットフォームを運営する株式会社Viibarの技術顧問に就任。

## 人物
ハッカーを自認している。デジタルハリウッド大学の客員教授として「WEBテクノロジー戦略論」の科目を担当している。
リラックマとアイコスを好む。